# Padraic Fiacc
Padraic Fiacc (ur. 15 kwietnia 1924 w Glengormley, Irlandia Północna, zm. 21 stycznia 2019) – irlandzki poeta, członek elitarnego stowarzyszenia Aosdána.

## Publikacje
- Woe to the Boy (1957)
- By the Black Stream (Dublin, The Dolmen Press, 1969)
- Odour of Blood (Kildare, The Goldsmith Press, 1973)
- Nights in the Bad Place (Belfast, The Blackstaff Press, 1977)
- The Selected Padraic Fiacc (The Blackstaff Press, 1979)
- Missa Terriblis (The Blackstaff Press, 1986)
- Ruined Pages: Selected poems, Belfast: Blackstaff Press, 1994
- Semper vacare (Belfast, The Lagan Press, 1999)
- Red Earth (The Lagan Press).
- The Wearing of the Black (redaktor; The Blackstaff Press, 1974).
- SEA – sixty years of poetry, MH Press 2006